# 兇手不只一個
兇手不只一個是臺灣歌手小人的一首歌曲，收錄於其首張專輯《小人國》，於2013年6月28日正式發行。

## 創作背景
在此曲的創作背景，小人指出：「創作這首歌的出發點，是希望大家聽到這首歌時，都能去思考自己如果在那個情境下能做些什麼，例如自己是不是也正在霸凌別人，自己能不能退一步、或是當看見身旁的人是霸凌者時，能否與他們溝通、勸阻他們的行為。」，而小人表示其高中時期參與熱舞社時，曾因身高太矮而遭圍毆，但沒有一個人願意走向前為他解圍、或是偷偷報警，因此將此經驗反思「到底是什麼讓這個社會變得這麼冷漠？」後，與導演討論決定在此曲的音樂錄影帶中，加進多個網路上流傳的真實霸凌鏡頭。

## 樂評
「COOL潮流生活網」的樂評指出，「這首歌帶來的不是風向、也沒有提供任何正確答案，而是一種反思，是藏匿於輿論的自由傘下，人們都該正視的問題」，而在《中國時報》的「今日最song」專欄中則指出：「熟練的鋼琴弦樂取樣成就這一首完美的storytelling track基底素材，在這樣哀傷的旋律中，小人神乎其技的發揮著劇藝本科基底的文字場面調度能力，以故事性的方式，講述了兩個自殺少年的事件，但敘述角度則從主角刑警以及旁人的眼光來出發，目的是表達社會上、人與人之間的冷漠。」

## 迴響
此曲的音樂錄影帶發布後，Youtube影片下方超過2000則留言，不乏網友分享自身遭遇的霸凌經驗，「兇手不只一個」這句話，也成為往後霸凌新聞出現時，網友最常引用的名句之一。而在2014年臺北捷運隨機殺人事件發生後，臺灣樂團五月天成員瑪莎引用此曲並於臉書表示「願死者安息，願紛擾平靜」。
在陳星翰、蔡依林合作單曲〈戀我癖〉音樂錄影帶因制服與霸凌議題連結而被陷入爭議時，此曲及其音樂錄影帶亦再次被提及討論。

## 爭議
小人在日後參與《中國新說唱》後，此曲遭到中國大陸音樂平台下架，小人在接受微信公眾號「小强蜀熟」採訪時表示：「被下架的话，其实我并没有特别想说的，我很用心地去生产这首歌，自己也很相信这首歌的意义和价值，所以我认为它的生命不会因为下架而消失 。」

## 獲獎紀錄
| 年份 | 活動            | 作品             | 獎項             | 結果 |
| ---- | --------------- | ---------------- | ---------------- | ---- |
| 2013 | 第4屆金音創作獎 | 《兇手不只一個》 | 最佳嘻哈單曲獎   | 獲獎 |
| 2014 | 第25屆金曲獎    | 《兇手不只一個》 | 最佳音樂錄影帶獎 | 提名 |